# Sloanea fragrans
Sloanea fragrans là một loài thực vật có hoa trong họ Côm. Loài này được Rusby miêu tả khoa học đầu tiên năm 1927.